# Jekaterina Sergejewna Wassiljewa (Schauspielerin)
Jekaterina Sergejewna Wassiljewa im Mönchtum Wassilissa (russisch Екатери́на Серге́евна Васи́льева; * 15. August 1945 in Moskau, RSFSR, Sowjetunion) ist eine sowjetische und russische Theater- und Filmschauspielerin, Filmeditorin, Synchronsprecherin sowie Volkskünstlerin der RSFSR (1986).

## Biografie
Jekaterina Wassiljewa wurde am 15. August 1945 in Moskau in der Familie des Dichters Sergei Wassiljew und Olimpiada Makarenko (1920–2001) geboren.
Die Mutter der Schauspielerin wurde als Adoptivtochter vom Bruder ihres Vaters, dem sowjetischen Pädagogen Anton Makarenko, erzogen. Jekaterinas ältere Schwester Galina Wassiljewa war ebenfalls als Schauspielerin tätig und spielte in mehreren Filmen mit.
1962 trat Jekaterina in die WGIK (unter Leitung von Wladimir Wjatscheslawowitsch Belokurow) ein, schloss diese 1967 ab und wurde daraufhin in die Truppe des nach Marija Nikolajewna Jermolowa benannten Moskauer Dramentheaters aufgenommen, wo sie bis 1970 arbeitete.
Ihre erste Rolle spielte Wassiljewa noch als Studentin im 1965 erschienenen Film Auf der Straße des morgen (OT: На завтрашней улице) (1965).
Nach ihrem Abschluss am Institut spielte Wassiljewa ihre ersten großen Filmrollen – in den Filmen Soldat und Zarin (OT: Солдат и царица)(1968) sowie Adam und Eva (OT: Адам и Хева) (1969).
Ab 1970 arbeitete Wassiljewa im Staatstheater Sowremennik, auf dessen Bühne sie bis 1973 auftrat. 1973 wechselte sie an das Moskauer Tschechow-Kunsttheater, wo sie bis 1987 spielte.
1993 ging die Schauspielerin, nachdem sie beschlossen hatte, sowohl die Bühne als auch das Kino zu verlassen, als Novizin in das Kloster zu Mariä Tempelgang von Tolga. Später wurde bekannt, dass sie in der Moskauer Kirche der Sophia, Weisheit Gottes, zu Srednije Sadowniki als Schatzmeisterin diente. Der spirituelle Mentor von Jekaterina Sergejewna war der Priester Wladimir Wolgin.
1996 kehrte Wassiljewa ins Kino zurück und spielte die Rolle der Königin Caterina de’ Medici in der Fernsehserie Königin Margo sowie in La Dame de Monsoreau. 1998 übernahm sie zudem die Rolle einer Mutter in Waleri Prijomychows Film Wer, wenn nicht wir (OT: Кто, если не мы).
Nachdem Wassiljewa 1993 zum Glauben gekommen war, begann sie bei der Wahl ihrer Rollen selektiver zu sein. Bevor sie eine Rolle annahm, holte sie dafür in der Kirche die Erlaubnis durch einen Priester ein.

## Privatleben
In erster Ehe war Wassiljewa mit dem Regisseur Sergej Solowjow (1944–2021) verheiratet, in zweiter Ehe mit dem Dramatiker Michail Roschtschin (1933–2010).
Wassiljewas Sohn Dmitrij Roschtschin (geb. 1973) ist Absolvent der WGIK, jetzt Erzpriester und Rektor der Kirche St. Nikolaus auf den Drei Bergen; seine Frau Ljubow ist die Tochter des Bildhauers Wjatscheslaw Klykow, in ihrer Familie gibt es acht Kinder.
Jekaterina Wassiljewa ist zudem die Patentante des Schauspielers Wladislaw Galkin.
Im August 2021 legte sie die Mönchsgelübde im stauropegialen Kloster der Troitze-Odigitrijewskaja in Neu-Moskau ab, im Mönchtum erhielt sie den Namen Wassilissa.

## Filmografie (Auswahl)
- 1967 Der Journalist – Mitarbeiterin des Postunternehmens
- 1969 Ljubit… Lieben… – Igors Freundin
- 1969 Sujet für eine Kurzgeschichte – Künstlerin Otschewnikowa
- 1973 Jegor Bulytschow und andere – Alexandra
- 1973 Eta wesjolaja planeta – Zed (Z) Außerirdisches Besatzungsmitglied
- 1975 Der Specht kennt keine Kopfschmerzen – Tatjana Petrowna
- 1980 Die Frau ist gegangen – Sonja
- 1983 Die Halbstarken – Mutter von Sajzew
- 2009 Schwarzer Blitz – Olga Romanzewa
- 2018 Grenzgänger – Zwischen den Zeiten – Jefimowa

## Ehrungen und Auszeichnungen
Staatliche Auszeichnungen
- Verdiente Künstlerin der Dagestanischen ASSR
- Verdiente Künstlerin der RSFSR
- Volkskünstlerin der RSFSR
- Orden der Ehre[8]

Öffentliche Auszeichnungen und Titel
- 1994 – Preisträgerin des höchsten Moskauer Theaterpreises „Crystal Turandot“ in der Nominierung „Beste Schauspielerin“ für die Rolle der Klytaimnestra im Stück „Oresteia“ des deutschen Regisseurs Peter Stein[9].
- 2001 – Preis des XII. Filmfestivals "Constellation" in der Nominierung "Beste Schauspielerin" für die Rolle von Sofia Iwanowna in Oleg Jankowskis Melodram "Komm, schau mich an" (OT: Приходи на меня посмотреть).
- 2009 – Der Titel „Beste Schauspielerin des Jahres“ beim III. Internationalen Filmfestival „Russisch im Ausland“ (Moskau) für ihre Rolle im historischen Drama „Kromow“.